# Aisha Jawara
Aisha Jawara (geboren um 1988 in Tresville, Elfenbeinküste) ist eine gambische Schriftstellerin.

## Leben
Jawara wurde in der Elfenbeinküste geboren. Ihre Eltern stammten aus Gambia und kehrten dorthin zurück, als sie sechs Jahre alt war.
Bereits im jungen Alter begann Jawara Geschichten zu verfassen. Mit 13 Jahren verfasste sie ihr erstes Buch, The Last Custodians. Sie besuchte zunächst die St. Theresa’s School und schloss später die Ndow’s Senior Secondary School erfolgreich mit der West African Senior School Certificate Examination (WASSCE) ab und arbeitete beim Mobilfunkanbieter Comium.
2011 verfasste sie einen öffentlichen Aufruf mit der Bitte um Unterstützung für eine Buchveröffentlichung. 2013 wurde The Last Custodians, der erste Band einer Trilogie, veröffentlicht. Da der Besitzer des Verlags im folgenden Jahr verstarb, konnten die weiteren Bände nicht wie geplant erscheinen. Der erste Band ihres Romans The Oath konnte daher zunächst nur im Selbstverlag erscheinen.
Im August 2019 präsentierte sie ihren dritten veröffentlichten Roman, die Fortsetzung von The Oath. Anlässlich der Veröffentlichung wurde sie vom gambischen Präsidenten Adama Barrow empfangen.
Nach eigenen Angaben hat sie über 21 (unveröffentlichte) Romane verfasst.
Jawara arbeitete in der Finanzbranche und als Hörfunkmoderatorin. Um 2019 arbeitete Jawara bei der gambischen MegaBank.
Die Writers’ Association of The Gambia zählte sie 2020 zu den 100 einflussreichsten gambischen Schriftstellerinnen und Schriftstellern.

## Veröffentlichungen
- Royal Family, 2011 (tatsächliche Veröffentlichung unsicher[2]).
- The Last Custodians, Gambia: Majaga Publishing House, 2013 (Roman).[7]
- The Oath (must be fulfilled, as promised), 2018 (Roman).
- The Oath (fulfilled), Gambia Printing & Publishing Corporation (GPPC), 2018 (Roman).[8]
- (mit E. B. Camara): Kumba Am Ndey and Her Halfsister: An African Cinderella Story, 2019.[9]